# オー (メルダル)
オー（Å）とは、ノルウェーのソール・トロンデラーグ県メルダル行政区に属す村。オルクラ川の畔にあり、隣の行政区であるレンネブから北に2 km程しか離れていない。1996年時点の人口は321人。また、1990年代にこの世界最短の名前の村で生活していたジョ・アアと言うノルウェー最短の名前を有していた人物が死んだと言う事でも知られている。
また、産業は農業が中心である。

## 名前の由来
この村が初めて文献に登場するのは1435年の事であり、af Aamと記されていた。これは北ゲルマン語群のÁr（複数の小川の意）に由来しているとされる。
また、1900年代初頭ではAaと綴られていたと言う。因みに先述したジョ・アアのアアもこの綴りである。だが、他の地名と区別するためにÅと変更されたと言う経緯を持つ。